# コウヤマキ
コウヤマキ（高野槇、学名: Sciadopitys verticillata）は、裸子植物マツ綱に分類される常緑針葉樹の1種であり、現生種としては本種のみでコウヤマキ属、コウヤマキ科を構成する。ホンマキともよばれる。2個の葉が合着したものと考えられている特殊な線状の葉が多数輪生状につく（図1）。観賞用に世界各地で植栽されている。材は古くから利用されており、古墳時代の棺に広く用いられていた。その名が示すように高野山との関わりが深く、供花の代用とされる。コウヤマキ類は中生代から北半球に広く分布していたが、現在では日本固有種であるコウヤマキのみが生き残っている。

## 形態
常緑性の高木であり、大きなものは高さ30–40メートル (m)、幹の直径 1 m になる（図1, 2a, b）。材は樹脂道、樹脂細胞など木部柔細胞を欠く。放射仮道管を欠く。樹皮は赤褐色から灰褐色、比較的深く縦裂し、縦長に剥がれる（下図2c）。アーバスキュラー菌根をもつ。
長枝と短枝がある。ふつうの枝は長枝であり、互生、褐色で卵状三角形（長さ約2ミリメートル (mm)）の鱗片葉がらせん状につき、長枝の節に多数の短枝が輪生（鱗片葉に腋生）、短枝の先に大きな線状葉がつくため、長枝に多数（10–45本）の葉が輪生しているように見える（下図3）。線状葉は長さ6–13センチメートル (cm)、幅は 2–4 mm、先端はくぼみ、表面は光沢がある濃緑色で中軸がややくぼみ（下図3b）、裏面の中軸にくぼんだ白色の気孔帯がある（下図3c）。葉はしなやかで触れても痛くない。葉の横断面では、くぼみをはさんで両側に維管束があるが、木部が裏側、師部が表側にある。この配置は一般的な葉における木部・師部の配置と逆であり、このことからコウヤマキの葉は2枚の葉が裏返しになって側面で合着したものであるとされることが多いが、葉ではなく特殊化したシュートとする考えもある。樹脂道は横断面で6–8個あり、裏側の表皮に接して存在する。気孔の副細胞は8–12個。
雌雄同株で"花期"は3–4月。雄球花は楕円形で長さ 6–12 mm、20–30個が頭状に密集して長さ約 4 cm になり、長枝に頂生する（下図4a）。"雄しべ"（小胞子葉）は互生し、2個の"葯室"（花粉嚢、小胞子嚢、雄性胞子嚢）があり、花粉は無孔粒で球形、小刺状突起で覆われ、気嚢を欠く。雌球花は長枝の先端に1–2個が頂生、多数の鱗片からなり、各種片には2–9個の倒生胚珠がある（下図4b）。球果は翌年の10–11月ごろに熟し、木化して褐色、円筒状楕円形で長さ 6–12 cm、直径 4–8 cm、種鱗は扇形で長さ・幅は約 2.5 cm、露出面は黒褐色、上縁は丸く外側にやや反り、苞鱗はその半長ほどで大部分が種鱗に合着している（下図4c）。種子は各種鱗の内側についており、橙褐色、卵形から楕円形、長さ約 10 mm、両縁に狭い翼がある。子葉は2枚。染色体数は 2n = 20。葉緑体の accD 遺伝子は核に移っている。

## 分布・生態

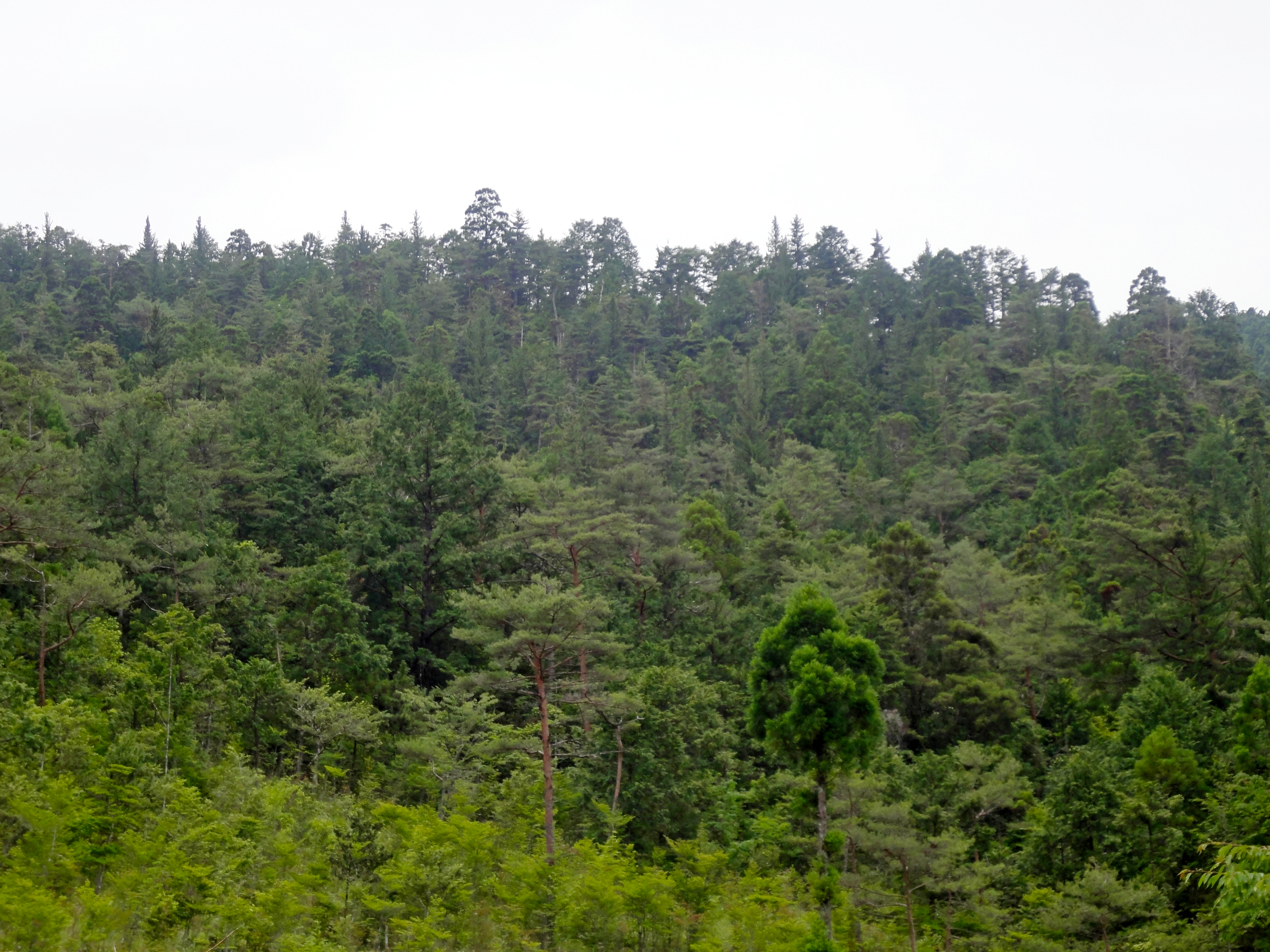
5. コウヤマキが混生する森林（徳島県）

日本固有種であり、本州（福島県北西部、中部地方以西）、四国、九州（宮崎県まで）に散在的に分布する。酸性土壌を好み、木曽川沿いの山地、紀伊半島の高野山や大台ケ原、四国の面河渓など中央構造線沿いの温帯から暖帯の標高 700 m 近辺の山地の岩場に多く、モミ、ツガ、クロベ、トガサワラ、ツクバネガシ、アラカシなどと混生する（図5）。暗い林床でも実生は生育できるが、土壌が露出したギャップを好む。韓国に分布するとの記述もあるが、これは栽培個体に由来すると考えられている。

## 保全状況評価

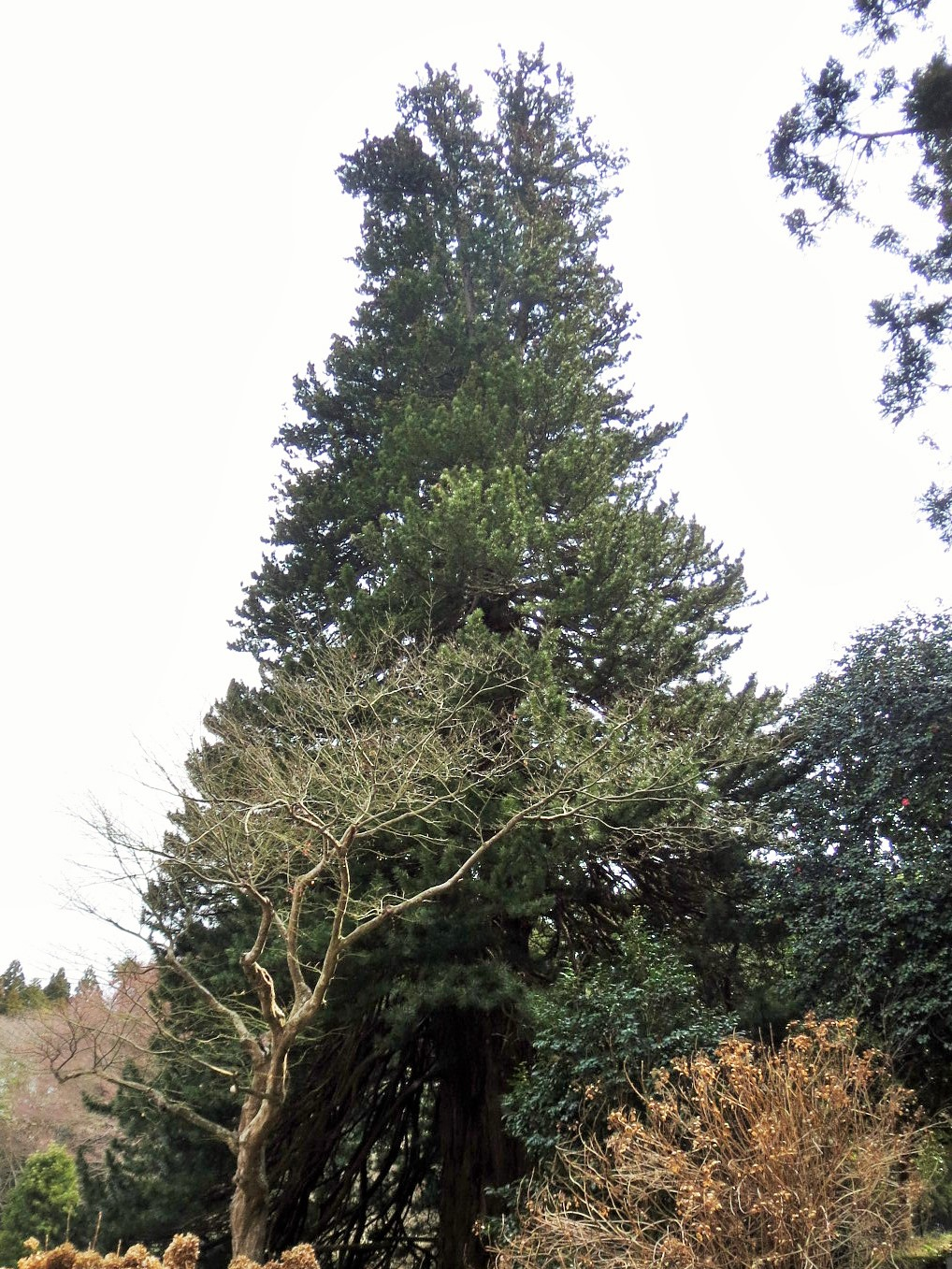
6. 祇却寺のコウヤマキ

国際自然保護連合 (IUCN) のレッドリストでは、コウヤマキは近危急種（NT）に指定されている。古くから保護されてきたので現代に至って多いことになった。中でも大木が多く、高野山ではツガと共に尾根筋に多く、他の樹種に比べて伐採されにくかったことも幸いしたとも言える。
日本全体としては絶滅危惧等の指定はないが、日本の各都道府県では、以下のレッドリストの指定（統一カテゴリ名）を受けている（2022年現在）。
- 絶滅危惧II類: 山口県
- 準絶滅危惧: 福島県、愛知県、徳島県、宮崎県
- 地域個体群: 新潟県、大分県（絶滅の恐れのある地域個体群）
- その他: 福井県（要注目）
- 情報不足: 大阪府

宮城県大崎市の「祇却寺のコウヤマキ」（図6）と愛知県新城市の「甘泉寺のコウヤマキ」は国の天然記念物に指定されている。他にも県や市町村指定の天然記念物とされている例もある。

## 人間との関わり

### 材
材は耐水性に優れ、風呂桶、手桶、漬け物桶、味噌桶、寿司桶、飯櫃、流し板などに用いられる。ヒノキに比べて香りが少ないため、食料品を入れる器具に向いている。建築材としても使われ、また変色や腐蝕が少ないため外壁用の板材にも適している。耐水性があるため和船の用材ともされた。ただし蓄材量が少なく、高価である。また樹皮は槙肌（槇皮、まいはだ、まきはだ）とよばれ、舟や桶、井戸の壁などの水漏れを防ぐ充填材に使われる。
木質は柔らかく、木理は通直で肌目は精、加工は容易。心材と辺材の境界はやや明瞭で心材は淡黄褐色、辺材は乳白色である。成長が遅いため、年輪の幅が狭い。早材と晩材の移行は緩やかで晩材幅は非常に狭い。気乾比重は0.35–0.50。針葉樹としては、硬さは中庸。
木曽地方に産する5種の良木を「木曽五木」というが、ヒノキ、アスナロ、ネズコ、サワラとともにコウヤマキが含まれる。また高野山では、寺院の建築用材として重要なスギ、ヒノキ、アカマツ、モミ、ツガおよびコウヤマキが「高野六木」に選定されている。

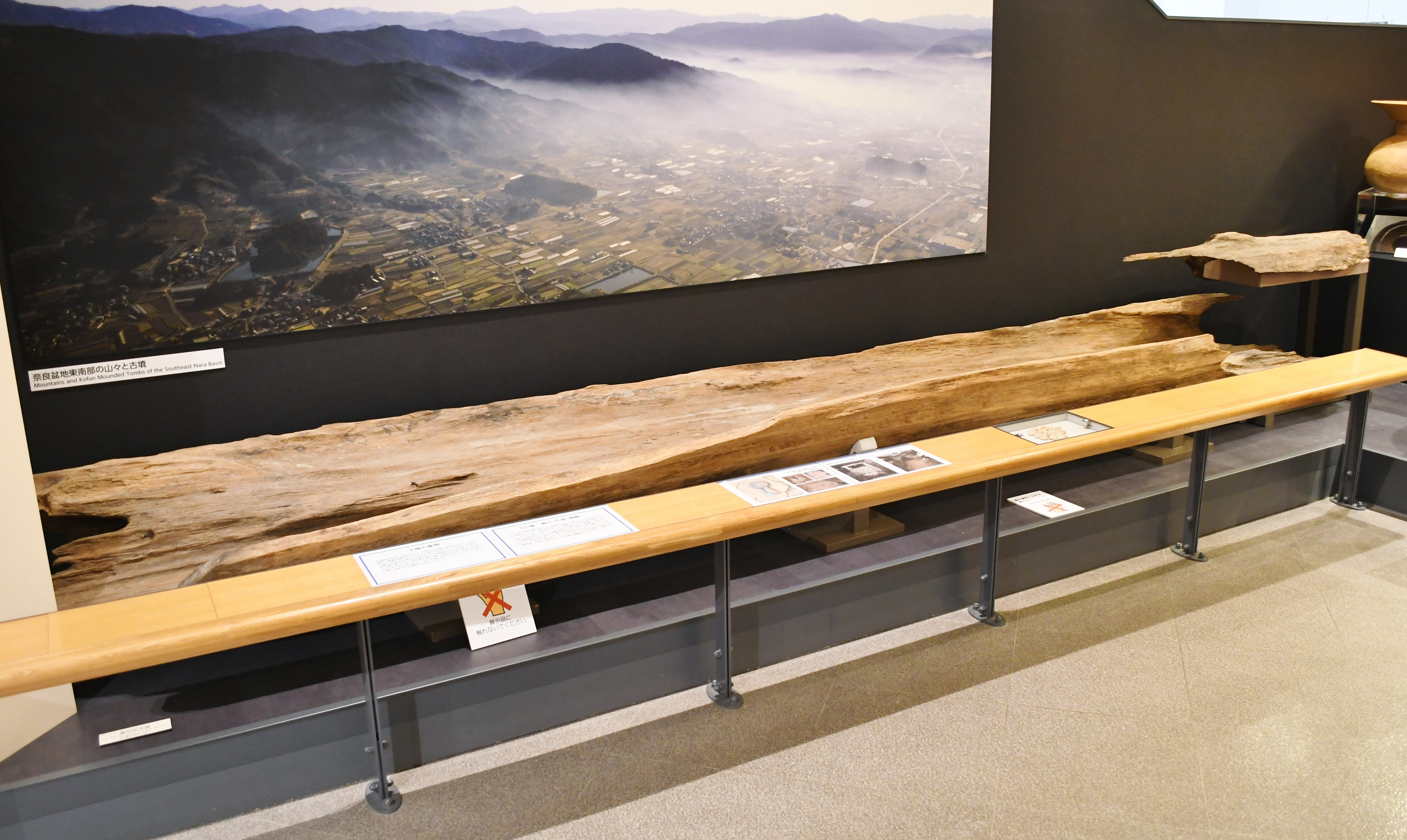
7. 下池山古墳出土のコウヤマキ製の割竹形木棺

古代日本においても材として重要な樹種であり、『日本書紀』において棺の有用材としてコウヤマキが記されている。実際に古墳時代前期の竪穴式石室に埋葬された木棺（割竹形木棺、舟形木棺）は、コウヤマキ製のものが多い（図7）。またコウヤマキが自生しない朝鮮半島でも、百済の武寧王の棺にコウヤマキが使われており、古代の日本と朝鮮半島の交流を示している。

### 植栽
樹形が美しいため、神社、寺院、庭園などに植栽される（下図8）。世界各地で観賞用に植栽されるが、生育には湿度・温度が高い夏と降水量が多いことを必要とする。日本の林学者・造園学者である本多静六は、コウヤマキとヒマラヤスギ、ナンヨウスギを世界三大庭園樹とした。

### その他

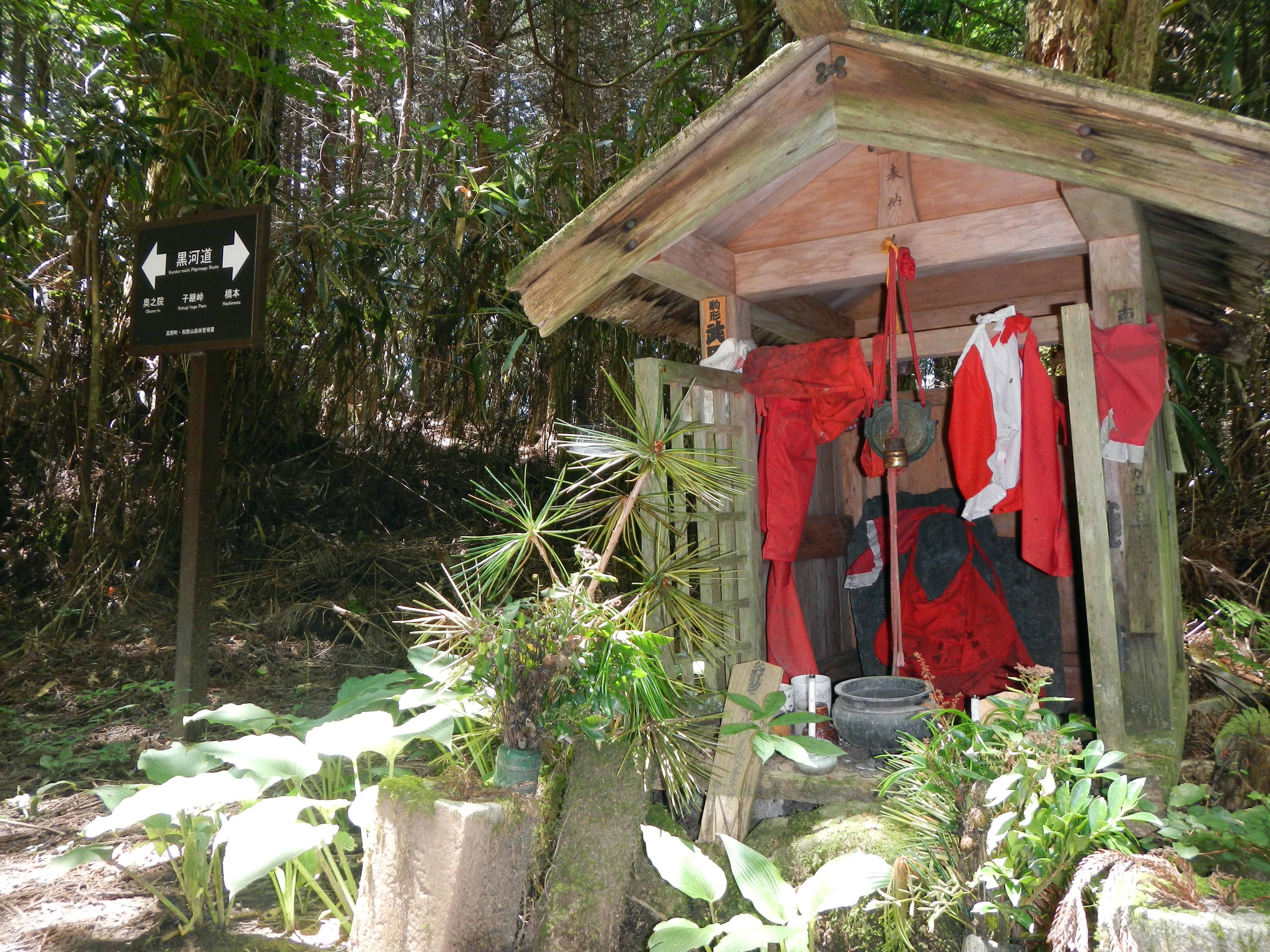
9. 高野山黒河道の子継地蔵: コウヤマキが供えられている。

高野山で真言宗を開いた空海は、修行の妨げになるとして高野山での花や果樹などの栽培を禁じていた。そのため、仏に供える花の代用としてコウヤマキが用いられることがある（図9）。江戸時代に成立した『和漢三才図会』（1712年）には、「高野槙は紀州高野山より出づ、人その小枝を折り仏前に供する故に未だに大木を見ず」と記している。常緑樹の小枝を神仏に捧げることはあらゆる宗教で共通しており、高野山の場合はコウヤマキが最も都合がよく、トゲもなく扱いやすいことも使われた理由であろうと植物学者の辻井達一は述べている。
岐阜県中津川市、和歌山県高野町、島根県吉賀町、宮崎県西米良村では、コウヤマキを自治体の木としている。
2006年（平成18年）9月6日に誕生した秋篠宮家の悠仁親王のお印（皇族個人のシンボル）はコウヤマキである。
発毛剤開発の研究の副産物として、コウヤマキのエタノール抽出物に抗菌効果があることが見つかり、これを利用した歯磨き用ジェルなどオーラルケア用品が販売されている。

## 名称
コウヤマキの学名のうち、属名の Sciadopitys は、ギリシア語の skias（日傘）と pitys（松）に由来し、輪生する葉を傘に見立てている。英名である Japanese umbrella pine の umbrella pine も同じ意味である。種小名（種形容語） verticillata は、「輪生する」を意味する。
別名をマキ（真木、槙、槇）、ホンマキ、キンマツ（金松）などともいう。マキは良い木、立派な木のことであり、コウヤマキの他にイヌマキ、スギ、ヒノキを意味することもある。コウヤマキを特に「ホンマキ（本槇）」とよんでイヌマキに対比させることもあるが、イヌマキを本槇とよぶこともある。イヌマキは別名にホンマキ、コウヤマキよばれることがあり、コウヤマキとの間で名称の混乱が見られる。
現在標準的な和名である「コウヤマキ」は高野槇と書き、和歌山県の高野山から大台ヶ原かけて多く生えていることに由来する。コウヤマキは高野山との関わりも深いがこの地方だけのものではなく、長野県の木曽ではいわゆる五木のひとつとされ、名の由来する高野山では、ヒノキ、ツガ、モミ、アカマツ、スギと並んで高野六木のひとつに数えられている。

## 分類
コウヤマキは、コウヤマキ属の唯一の現生種である。種鱗と苞鱗が半分以上癒着しており、種鱗に多数の胚珠がつくこと、花粉や種子の形態的特徴から、スギ科に分類されることが多かったが、小胞子葉に2個の花粉嚢がつくこと、種鱗と苞鱗が一部2重になること、胚珠が倒生胚珠であることなどマツ科に似る点もあり、また特殊な葉の形態、材の構造、染色体数など特異な特徴も多く、独立のコウヤマキ科とされるようになった。その後の分子系統学的研究でも、コウヤマキは他の球果類（針葉樹）と系統的に離れていることが示され、独立の科とすることが支持されている。分子系統解析からは、コウヤマキ科はヒノキ科+イチイ科の姉妹群であることが示されている。
コウヤマキ科に関連すると考えられる化石記録は、後期三畳紀またはジュラ紀にさかのぼる（下表1）。白亜紀にはユーラシアから北米の北半球全体に広く分布し、また第三紀にヨーロッパに多く生育していたコウヤマキ類は現在利用されている褐炭の起源ともなった。しかし鮮新世以降ヨーロッパでは姿を消し、やがて日本のコウヤマキ1種のみが生き残った。そのため、コウヤマキは「生きている化石」ともよばれる。
| 表1. 化石属 (†) を含むコウヤマキ科の属 - コウヤマキ科 Sciadopityaceae Luerss. (1877) - †Parasciadopitys X.Yao, T.N.Taylor & E.L.Taylor (1997) 三畳紀（南極） - †Zhangoxylon Z.Jiang, N.Tian, Y.Wang, Y.Li, S.Zheng, A.Xie & Y.Zhu (2022) ジュラ紀（中国） - †Protosciadopityoxylon J.Schmalhausen (1879) ジュラ紀から白亜紀（中国） - †Sciadopityoxylon J.Schmalhausen (1879) ジュラ紀から第三紀（中国、ロシア、ドイツ） - †Sciadopitytes H.R.Göppert & A.Menge ex T.G.Halle (1915) 前期白亜紀（カナダ） - †Anabarella Abramova (1984) 前期白亜紀から後期白亜紀（シベリア） - †Sciadopityostrobus K.Saiki (1992) 後期白亜紀（北海道） - †Sciadopitophyllum D.C.Christophel (1973) 後期白亜紀から古第三紀暁新世（カナダ） - †Sciadopitycutis W.Schneider (1969) 新第三紀中新世（ドイツ） - コウヤマキ属 Sciadopitys Siebold & Zucc. (1842) - †Sciadopitys yezo-koshizakae Ohsawa, Nishida & H.Nishida (1991) 後期白亜紀（日本） - †Sciadopitys cretacea Ogura (1930) 後期白亜紀（日本） - †Sciadopitys shiragica Huzioka, Huzioka & Uemura (1973) 漸新世（朝鮮半島、日本） - †Sciadopitys tertiaria Menzel (1913) 中新世（ヨーロッパ） - コウヤマキ Sciadopitys verticillata (Thunb.) Siebold & Zucc. (1842) |